# Карасай — Казі
Карасай - Казі (інший російськомовний варіант назви - Карасай і Казі) - героїчний епос, що входить до складу циклу «Сорок богатирів». Оповідає про подвиги двох синів ногайського мирзи Урака (Орака) - батир Карасая  і Казі (Казія). Найбільш відомий у казахському варіанті.

## Виникнення
Як і інші твори циклу «Сорок богатирів», оповідь про Карасая та Казі належить до так званої ногайлінської традиції казахського фольклору. Ногайлінським в усній народній творчості називається період історії Казахстану XV - XVI століть, що характеризується тісними добросусідськими взаємини казахів і ногайців.
Автором першого відомого варіанту оповіді про Карасай і Казі вважається казахський акин Мурат Мункеули (1843-1906). Також відомі варіанти, записані іншими казахськими оповідачами, серед яких Кашаган Куржиманули, Нурпеїс Байганін, Айса Байтабынов , Нуртуган-жырау , Сейіт-жирау, Жаксилик-жирау та інші.

## Зміст
Дія епосу «Карасай - Казі» відбувається за часів становлення Малої Ногайської Орди, заснованої мурзою Казієм (Казі) у другій половині XVI століття. Основні описувані події належать до протистояння ногайців і кизилбаських племен Персії та Кавказу у1570-х роках. У тому числі спільний похід ногайців з військами Османської імперії та Кримського ханства проти кизилбашів, полону кизилбашами кримського калги Аділь Ґерая і майбутнього кримського хана Мухаммед-Гірея II (Мехмеда II Герая), звільнення кримських воєначальників. Відправною точкою дії став конфлікт Казі, що орієнтувався на Кримське ханство та середньоазійські держави, з ногайським правителем Ісмаїл-беєм, прихильником союзу з Московською державою.
Казахський фольклорист Ауелбек Коніратбаєв стверджував, що оповідання не цілком відповідає історичній дійсності, оскільки в сюжеті згадуються пізніші події казахсько-джунгарської війни XVII — XVIII століть. Крім того, дослідники зазначають, що участь реального Казі у подіях епосу перебільшена, а Карасай (Карашай, Хороший) в історичних джерелах згадується рідко.

## Видання
Перше видання оповіді про Карасая та Казі окремою книгою відбулося ще в радянські роки. У незалежному Казахстані виданням епосу займався Інститут літератури та мистецтва імені М. О. Ауезова в рамках національної програми «Мендені мору» («Культурна спадщина»). Оповідь увійшла до збірок «Қиримнің қыриқ батири» («Сорок кримських богатирів») і «Бабалар сөзі» («Слово предків»).
У 1988 році фірма грамзапису «Мелодія» випустила платівку «Героїчний епос „Карасай та Казі“» у виконанні Хайролли Імангалієва казахською мовою під акомпанемент домбри.